# Vakufský mrakodrap
Vakufský mrakodrap (bosensky Vakufski neboder, podle vakuf – islámská nadace) je modernistická budova v centru metropole Bosny a Hercegoviny, Sarajeva.
Výšková budova vznikla hned po druhé světové válce na místě původní mešity, která byla v havarijním stavu. Vlastník pozemku, kterým bylo islámské společenství, se jej rozhodl využít efektivněji, než prostřednictvím náboženské budovy. Vzhledem k tomu, že se jednalo o velmi atraktivní místo, připadala v úvahu výstavba výškové budovy. Objekt tvoří čtyřpatrový blok orientovaný do ulic Ferhadija a Maršala Tita. Nápadným prvkem je potom věž se čtvercovým půdorysem, kde byly svislé vysoké stěny rozděleny řadou balkonů. Stavba patřila ve své době k prvním vyšším objektům v metropoli Bosny. Navíc byla vybudována v samém centru města, kde okolní zástavbu tvoří budovy z konce 19. století. Ve své době se jednalo o velmi reprezentativní objekt v centru města.
Návrhu dvanáctipatrové stavby se zhostil bosňácký architekt Reuf Kadić. Bratři Kadićové patřili do generace jugoslávských architektů, která své řemeslo studovala v Praze. Stavení práce byly zahájeny ještě před vypuknutím druhé světové války, nicméně kvůli konfliktu musely být rychle přerušeny. Budova byla dokončena v roce 1947. Po nějakou dobu se na budově nacházel reklamní poutač jugoslávských aerolinií (JAT), a v dobách socialismu tak byla stavba známá také jako mrakodrap JAT. Později bylo přízemí stavby využito pro islámské kulturní centrum, které provozuje republika Írán. Vyšší patra slouží jako hotel.
V roce 2012 byla budova zapsána na seznam kulturních památek Bosny a Hercegoviny.